# TGF-β

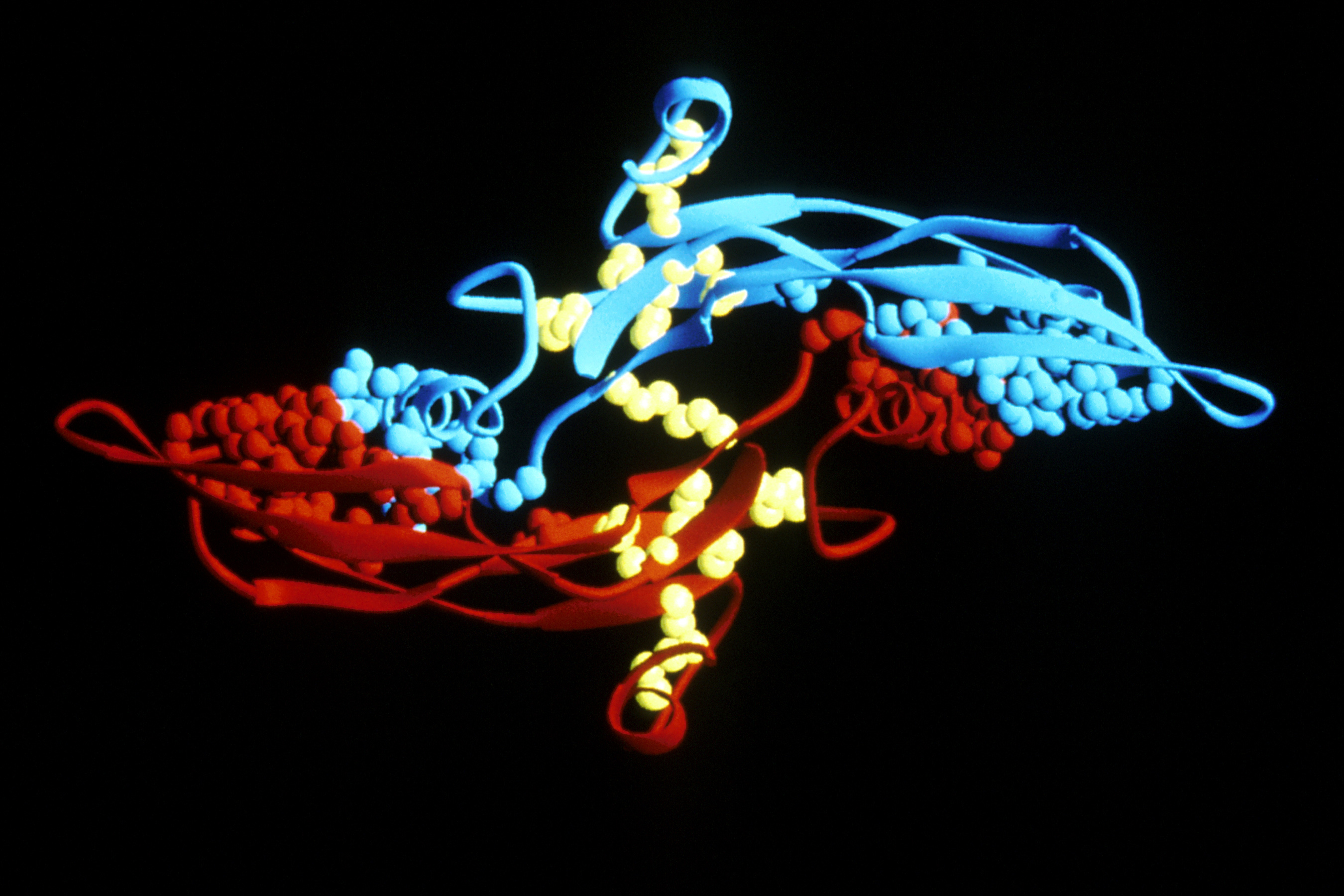
Ruimtelijk model van TGF-β. Alle eiwitten van de TGF-β-superfamilie zijn dimeren.

Transforming growth factor β, vaak afgekort als TGF-β, is een multifunctioneel cytokine dat door diverse immuuncellen wordt geproduceerd. TGF-β heeft een krachtig onderdrukkend effect op de proliferatie en differentiatie van T-cellen. Ook kan het een remmend effect hebben op andere celtypen, zoals macrofagen en dendritische cellen. TGF-β blokkeert de doorgang van de G1-fase van de celcyclus. De cytokine werd voor het eerst aangetoond in weefselkweek van tumorcellen, waaraan het zijn naam ontleent.
De signaalroute die door TGF-β in gang wordt gezet verloopt onder meer via Smad-eiwitten. Smad-eiwitten zijn intracellulaire signaaleiwitten en transcriptiefactoren die een centrale rol spelen in de ontwikkeling, groei en homeostase van weefsels. Vanwege de veelzijdige rol in de regulatie van immuuncellen en stamcellen, is het een veel onderzocht cytokine op het gebied van kanker, auto-immuunziekten en infectieziekten. Verhoogde expressie van TGF-β uit tumoren lijkt de tumorcellen in staat te stellen de cellulaire afweerreactie te ontwijken.

## Structuur
Bij mensen en andere zoogdieren komen drie isovormen van TGF-β voor: TGF-β1, TGF-β2 en TGF-β3. De aminozuursequentie van de TGF-β-isovormen zijn zeer vergelijkbaar (homologieën in de orde van 70-80%). Ze worden allemaal gecodeerd als grote proteïne-precursor; TGF-β1 bevat 390 aminozuren en TGF-β2 en TGF-β3 bevatten elk 412 aminozuren. Ze hebben elk een N-terminaal signaalpeptide van 20-30 aminozuren die nodig is voor secretie uit een cel, een pro-regio genaamd latency-associated peptide (LAP), en een C-terminaal-gebied van 112-114 aminozuren. Dit laatste deel splitst zich tijdens de maturatie af van de rest van de eiwitketen, en vormt het het mature TGF-β-molecuul.
Het mature TGF-β-eiwit dimeriseert en produceert een actief eiwit van 25 KDa met veel geconserveerde structurele motieven. TGF-β heeft negen cysteïneresiduen die sterk geconserveerd zijn. Acht ervan vormen disulfidebindingen binnen het eiwit, ze creëren een structuur die kenmerkend is voor de TGF-β-superfamilie. Het negende cysteïne vormt een disulfidebinding met de negende cysteïne van een ander TGF-β-eiwit om een dimeer te produceren. Er wordt aangenomen dat veel andere geconserveerde residuen in TGF-β een secundaire structuur door hydrofobe interacties vormen. Het gebied tussen de vijfde en zesde geconserveerde cysteïne herbergt het meest variabele gebied van TGF-β-eiwitten en zit aan het oppervlak van het eiwit waar het betrokken is bij receptorbinding en specificiteit van TGF-β.
Onderzoeken met knock-out muizen hebben aangetoond dat:
- TGF-β1 het immuunsysteem dempt.[5]
- TGF-β2 betrokken is bij de ontwikkeling van de longen, het hart, de botten en het urogenitale kanaal,[6]
- TGF-β3 ook bijdraagt aan de longontwikkeling. TGF-β3-signalering is ook belangrijk bij het voorkomen van de ontwikkeling van een gespleten gehemelte.[7][8]

## Latent TGF-β-complex
Alle drie de TGF-β's worden gesynthetiseerd als precursormoleculen die naast het TGF-β-homodimeer een propeptidegebied bevatten. Nadat het TGF-β-homodimeer is gesynthetiseerd, interageert het met een Latency-Associated Peptide (LAP), een eiwit dat is afgeleid van het N-terminale gebied van het TGF-β-genproduct, en vormt een complex genaamd Small Latent Complex (SLC). Dit complex blijft in de cel totdat het wordt gebonden door een ander eiwit genaamd Latent TGF-β-Binding Protein (LTBP), waardoor een groter complex wordt gevormd dat Large Latent Complex (LLC) wordt genoemd. Het is deze LLC die wordt uitgescheiden naar de extracellulaire matrix (ECM).
In de meeste gevallen, voordat de LLC wordt uitgescheiden, wordt de TGF-β-voorloper van het propeptide gesplitst, maar blijft daaraan gebonden door niet-covalente bindingen. Na uitscheiding blijft het in de extracellulaire matrix achter als een geïnactiveerd complex dat zowel het LTBP als het LAP bevat en dat verder moet worden verwerkt om actieve TGF-β vrij te geven. De hechting van TGF-β aan het LTBP vindt plaats door middel van een disulfidebinding, waardoor de factor inactief blijft zodat hij zich niet aan zijn receptoren kan binden. Omdat verschillende cellulaire mechanismen verschillende niveaus van TGF-β-signalering vereisen, biedt het inactieve complex van dit cytokine de mogelijkheid voor een goede bemiddeling van TGF-β-signalering.
Er zijn vier verschillende LTBP-isovormen bekend, LTBP-1, LTBP-2, LTBP-3 en LTBP-4. Mutatie of wijziging van LAP of LTBP kan resulteren in onjuiste TGF-β-signalering. Muizen zonder LTBP-3 of LTBP-4 vertonen fenotypes die consistent zijn met fenotypes die worden gezien bij muizen met veranderde TGF-β-signalering. Bovendien hebben specifieke LTBP-isovormen de neiging om te associëren met specifieke LAP•TGF-β-isovormen. Er wordt bijvoorbeeld gerapporteerd dat LTBP-4 alleen aan TGF-β1 bindt, mutatie in LTBP-4 kan dus leiden tot met TGF-β geassocieerde complicaties die specifiek zijn voor weefsels waarbij voornamelijk TGF-β1 betrokken is. Bovendien verschaffen de structurele verschillen binnen de LAP's verschillende latente TGF-β-complexen die selectief zijn, maar voor specifieke stimuli die worden gegenereerd door specifieke activatoren.

## Activering
Aan het begin van de ontdekking van TGF-β was het onduidelijk dat het alleen inactief door cellen werd uitgescheiden. De biochemische protocollen voor de zuivering en concentratie van TGF-β omvatten zuren die in staat zijn TGF-β uit het complex op te lossen met LAP. Het belang van het activeren van TGF-β werd daarom in het begin niet onderkend, omdat men alleen met TGF-β werkte, dat onbewust al geactiveerd was.
Door de jaren heen zijn er steeds meer processen bekend geworden die in principe TGF-β kunnen activeren. Op basis van verschillende onderzoeken met knock-outmuizen lijkt het er momenteel op dat bepaalde integrinen het belangrijkst zijn voor de activering van TGF-β1 en TGF-β3. Er werd echter geen integrine gevonden dat aan TGF-β2 bindt. Dit betekent ofwel dat TGF-β2 uitsluitend op een integrine-onafhankelijke manier wordt geactiveerd, ofwel dat de binding van TGF-β2-integrine nog niet is ontdekt. Voor TGF-β1 en TGF-β3 bestaat nog steeds de mogelijkheid dat integrine-onafhankelijke activeringsmechanismen domineren, althans in bepaalde situaties.
Sommige van de bekende activeringsreactiepaden zijn cel- of weefselspecifiek, terwijl sommige in meerdere celtypen en weefsels voorkomen. Proteasen, integrinen, pH en reactieve zuurstofcomponenten zijn slechts enkele van de momenteel bekende factoren die TGF-β kunnen activeren. Het is bekend dat verstoringen van deze activerende factoren kunnen leiden tot niet gereguleerde TGF-β-signaleringsniveaus die verschillende complicaties kunnen veroorzaken, waaronder ontstekingen, auto-immuunziekten, fibrose, kanker en cataract. In de meeste gevallen zal een geactiveerd TGF-β-ligand de TGF-β-signaleringscascade initiëren zolang TGF-β-receptoren I en II beschikbaar zijn voor binding. Dit komt door een hoge affiniteit tussen TGF-β en zijn receptoren, wat suggereert waarom de TGF-β-signalering een latentiesysteem recruteert om de signalering ervan te bemiddelen.

## Signaalroute

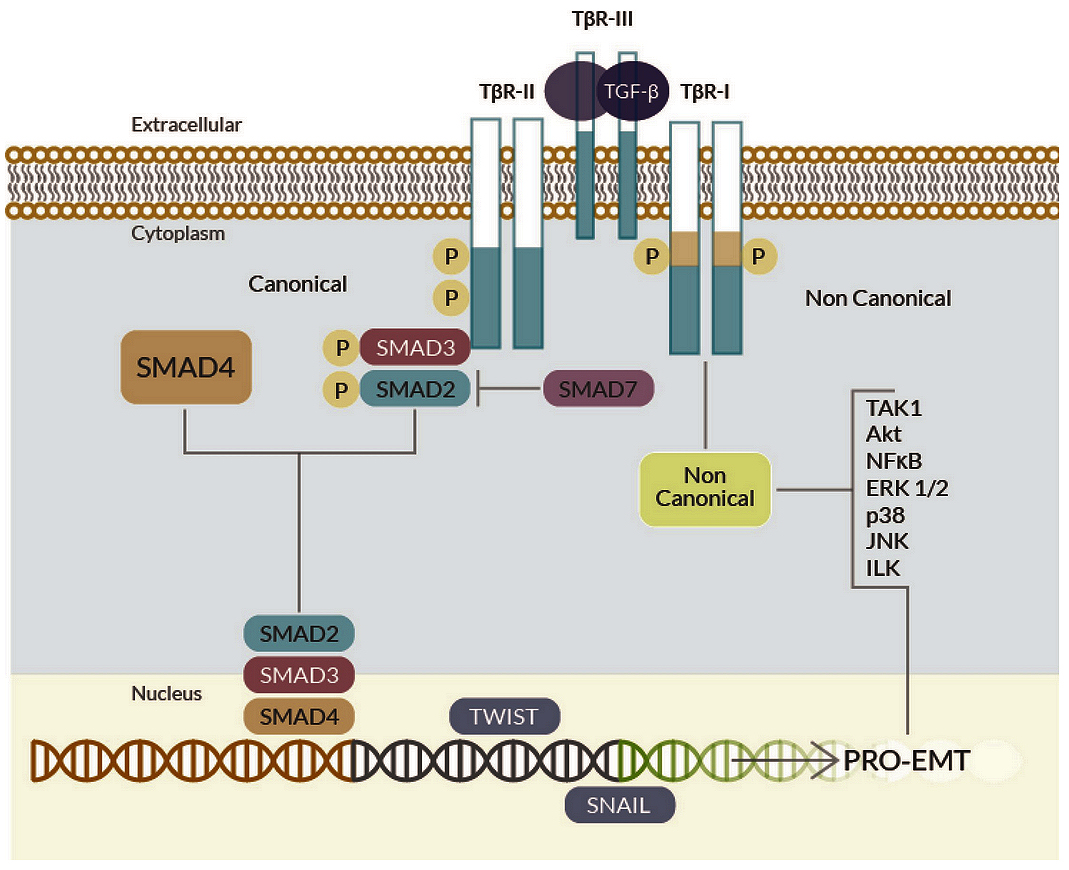
Schematisch diagram van de TGF-β-signalering

Het TGF-β-signaleringsreactiepad bestaat uit de binding van de groeifactor aan het receptorcomplex op het celoppervlak. Dit activeert intracellulaire signaalmoleculen van de Smad-familie, die op hun beurt de genregulatie beïnvloeden.
Over het algemeen is de affiniteit tussen TGF-β en het TGF-β-receptor type-I/TGF-β-receptor type-II-complex hoger dan tussen receptortyrosinekinasen en de groeifactoren die daaraan binden, zoals de epidermale groeifactor receptor (EGF). Tegelijkertijd is het aantal TGF-β1 en TGF-β2 op het celoppervlak 5.000 of minder, zeer laag vergeleken met receptortyrosinekinasen. Hierdoor kunnen cellen hun TGFβ-signaleringscapaciteiten zeer dynamisch aanpassen, omdat het toevoegen of verwijderen van relatief weinig receptoren op het celoppervlak procentueel gezien al een groot verschil maakt.

### Canonieke signalering: het SMAD-reactiepad
Smads zijn een klasse van intracellulaire signaaleiwitten en transcriptiefactoren voor de TGF-β-familie van signaalmoleculen. Dit reactiepad lijkt conceptueel op het Jak-STAT-signaaltransductiereactiepad dat wordt gekenmerkt door de activering van cytokinereceptoren die bijvoorbeeld betrokken zijn bij het B-cel-isotype-omschakelingsreactiepad. Zoals eerder vermeld, de binding van het TGF-β-ligand aan de TGF-β-receptor, het type 2-receptorkinase fosforyleert en avctiveert het type 1-receptorkinase dat een signaalcascade activeert. In het geval van Smad worden receptor-geactiveerde Smads gefosforyleerd door het type 1 TGF-β-receptorkinase, en deze gaan een complex aan met andere Smads, die zich kunnen verplaatsen naar de celkern om transcriptie van verschillende effectoren te induceren.
Meer specifiek binden geactiveerde TGF-β-complexen aan het type 2-domein van de TGF-β-receptor, dat vervolgens een type 1-receptor recruteert en fosforyleert. De type 1-receptor rekruteert en fosforyleert vervolgens een receptor-gereguleerde SMAD (R-SMAD). De R-SMAD bindt vervolgens aan de gemeenschappelijke SMAD (coSMAD) SMAD4 en vormt een heterodimeer complex. Dit complex komt vervolgens de celkern binnen waar het fungeert als transcriptiefactor voor verschillende genen, waaronder genen die de door mitogeen geactiveerde proteïnekinase 8-reactepad activeren, die apoptose teweegbrengt. De SMAD-route wordt gereguleerd door terugkoppelingsremming. SMAD6 en SMAD7 kunnen type I-receptoren blokkeren. Er is ook substantieel bewijs dat TGF-β-afhankelijke signalering via het SMAD-3-reactiepad verantwoordelijk is voor veel van de remmende functies van TGF-β en dus betrokken is bij de carcinogenese.
De Smads zijn niet de enige TGF-β-gereguleerde signaalreactiepaden. Niet-Smad-signaleringseiwitten kunnen parallelle signalering initiëren die uiteindelijk samenwerkt met de Smads of samenwerkt met andere belangrijke signaalreactiepaden. Onder hen speelt de door mitogeen geactiveerde proteasekinase (MAPK)-familie, die de extracellulair gereguleerde kinasen (ERK1 en 2), Jun N-terminale kinasen (JNK's) en p38 MAPK omvat, een belangrijke rol in de TGF-β-signalering. ERK 1 en 2 worden geactiveerd via het Raf-Ras-MEK1/2-reactiepad geïnduceerd door mitogene stimuli zoals epidermale groeifactor, terwijl de JNK en p38 MAPK worden geactiveerd door de MAPK-kinase, zelf geactiveerd door de TGF-β-geactiveerde kinase-1 (TAK1) na stressstimuli.
In de context van het effect van TGF-β op epitheel-mesenchymale overgang (EMT) en wondgenezing, behoren de rekrutering van transcriptiefactoren zoals Snail (reguleert EMT) en verhoogde productie en uitscheiding van verschillende extracellulaire matrix-eiwitten zoals collagenen echter tot de typische effecten van het TGF-β-Smad-signaleringsreactiepad.

### Apoptose via de DAXX-route
TGF-β induceert apoptose in menselijke lymfocyten en hepatocyten. Het belang van deze functie is duidelijk bij TGF-β-deficiënte muizen die hyperproliferatie en ongereguleerde auto-immuniteit ervaren. In een afzonderlijke apoptotische route van de associatie van met dood geassocieerd eiwit 6 (DAXX) met de doodsreceptor Fas, is er bewijs van associatie en binding tussen DAXX en type 2 TGF-β-receptorkinase, waarbij DAXX bindt aan het C-terminale gebied van de type 2 TGF-β-receptor. Het exacte moleculaire mechanisme is onbekend, maar in het algemeen wordt DAXX vervolgens gefosforyleerd door homeodomein-interagerend proteïnekinase 2 (HIPK2), dat vervolgens apoptose-signaalinducerend kinase 1 (ASK1) activeert, dat vervolgens het Jun aminozuur terminale kinase (JNK) reactiepad activeert en zo apoptose activeert.

## TGF-β-nabootsing
De parasitaire rondworm Heligmosomoides polygyrus scheidt een molecuul af dat het vermogen van TGF-β van zoogdieren nabootst om aan het TGF-β-receptor-complex te binden en downstream signaalroutes te activeren. Dit molecuul, Hp-TGM genaamd, heeft geen sequentiehomologie met TGF-β gemeen en wordt door H. polygyrus in een biologisch actieve vorm uitgescheiden. Hp-TGM bestaat uit vijf domeinen, waarvan is aangetoond dat de eerste drie cruciaal zijn voor de interactie met het TGF-βR-complex, terwijl de functies voor domeinen 4 en 5 nog niet bekend zijn. Belangrijk is dat Hp-TGM veelbelovend is als nieuw therapeutisch middel, omdat het in vivo bij muizen minder fibrose induceert dan TGF-β en kan worden gebruikt om populaties van menselijke FOXP3+ regulerende T-cellen te induceren die een veel grotere stabiliteit hadden dan die geïnduceerd door TGF-β.

## Klinische relevantie

### Kanker
In normale cellen stopt TGF-β, via zijn signaalroute, de celcyclus in het G1-stadium om de proliferatie te stoppen, differentiatie te induceren of apoptose te bevorderen. In veel kankercellen zijn delen van de TGF-β-signaalroute gemuteerd en controleert TGF-β de cel niet langer. Deze kankercellen vermenigvuldigen zich. De omringende stromacellen (fibroblasten) prolifereren ook. Beide cellen verhogen hun productie van TGF-β. Deze TGF-β werkt op de omringende stromacellen, witte bloedcellen, endotheelcellen en gladde spiercellen. Het veroorzaakt immunosuppressie en angiogenese, waardoor de kanker invasiever wordt. TGF-β1 is betrokken bij het proces van het activeren van leverstellaatcellen (HSC's), waarbij de omvang van cirrose evenredig is aan de toename van de TGF-β-niveaus. Studies hebben aangetoond dat ACTA2 geassocieerd is met het TGF-β-reactiepad die de contractiele eigenschappen van HSC's verbetert, wat leidt tot leverfibrose. TGF-β zet ook T-cellen, die normaal gesproken kanker aanvallen met een ontstekingsreactie (immuunreactie), om in regulatoire T-cellen (Tregs), die de ontstekingsreactie uitschakelen. Normale weefselintegriteit wordt behouden door terugkoppelingsinteracties tussen verschillende celtypen die adhesiemoleculen tot expressie brengen en cytokinen afscheiden. Verstoring van deze terugkoppelingsmechanismen bij kanker beschadigt een weefsel. Wanneer TGF-β-signalering er niet in slaagt de NF-κB-activiteit in kankercellen onder controle te houden, heeft dit ten minste twee potentiële effecten: ten eerste zorgt het ervoor dat de kwaadaardige tumor kan blijven voortbestaan in de aanwezigheid van geactiveerde immuuncellen, en ten tweede houdt de kankercel langer stand dan immuuncellen, omdat het overleeft in de aanwezigheid van apoptotische en ontstekingsremmende mediatoren.
Bovendien is FOXP3 (forkhead box P3)als transcriptiefactor een essentiële moleculaire merker van regulatoire T-cellen. FOXP3-polymorfisme (rs3761548) zou betrokken kunnen zijn bij de progressie van kanker, zoals maagkanker, door de Tregs-functie en de uitscheiding van immunomodulerende cytokinen zoals IL-10, IL-35 en TGF-β te beïnvloeden.

### Overige klinische betekenissen

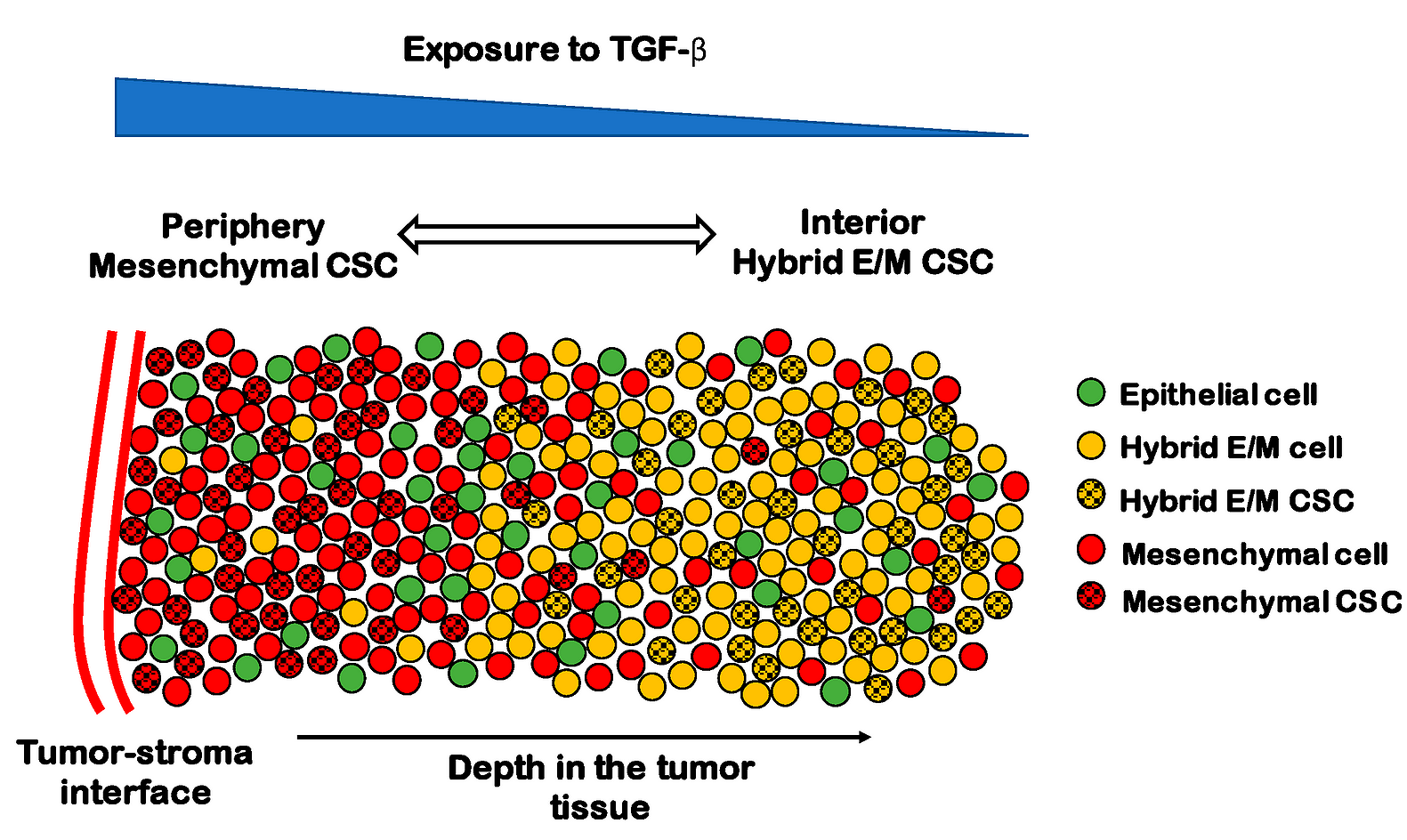
Tumor-stroma-interacties kunnen aanleiding geven tot een gradiënt van TGF-β in tumorweefsel

Remming van de TGFβ-signaalroute heeft de afgelopen jaren steeds meer klinische belangstelling gekregen. Enerzijds komt dit door de immuundempende werking van TGF-β. Tumoren kunnen leiden tot een verhoogde activering van TGF-β en zichzelf beschermen tegen een aanval van het immuunsysteem door de werking van TGF-β.
Aan de andere kant leidt aanhoudende TGF-β-activering, zoals die optreedt bij ontstekingen of wonden, tot fibrose, wat kan leiden tot orgaanfalen. Er wordt geschat dat in ontwikkelde landen meer dan 40% van alle sterfgevallen verband houdt met fibrotische ziekten.
De ziekte van Camurati-Engelmann wordt veroorzaakt door een mutatie in chromosoom 19 locus q13.1–13.3. De β1-keten van de transformerende groeifactor (TGF-β1) wordt aangetast.
Er wordt vermoed dat TGF-β een sleutelrol speelt in de pathogenese van door straling geïnduceerde longfibrose; het is mogelijk dat een dergelijke ontsteking kan worden voorkomen door TGF-β te antagoneren.
TGF-β lijkt ook betrokken te zijn bij de ontwikkeling van diabetisch nierfalen. Bij diabetische nefropathie is er sprake van een celvergroting (hypertrofie) en een verhoogde vorming van collageen in de lichaampjes van Malpighi. Een verhoogde bloedglucosespiegel stimuleert de afgifte van TGF-β. Als TGF-β wordt geremd door ACE-remmers, specifieke antilichamen of hepatocytgroeifactor, leidt dit tot een verbetering van de diabetische nierschade.
Mutaties in de genen van de receptor voor TGF-β (TGF-β-receptor type-I en TGF-β-receptor type-II) zijn gedetecteerd bij patiënten met het vasculaire type syndroom van Ehlers-Danlos en bij patiënten met het syndroom van Loeys-Dietz.
Het syndroom van Marfan wordt veroorzaakt door een mutatie in het gen voor fibrilline. Fibrilline is een onderdeel van de microfibrillen van bindweefsel. De mutatie leidt tot verminderde sterkte van het bindweefsel. Fibriline is echter ook homoloog met de familie van latente TGF-β-bindende eiwitten (LTBP), die TGF-β binden tot een inactief complex. De mutatie in het fibrilline gen leidt tot verminderde binding van TGF-β. Aangenomen wordt dat de resulterende overmaat aan actieve TGF-β in bindweefsel verantwoordelijk is voor enkele complicaties van het syndroom van Marfan, zoals longemfyseem, mitralisklepprolaps en aneurysmata van de aortawortel.
Ciclosporine is een belangrijk medicijn in de transplantatiegeneeskunde. Ernstige bijwerkingen zijn onder meer hoge bloeddruk en nierfalen. Een mogelijke oorzaak van deze complicaties is dat de transcriptie van TGF-β wordt gestimuleerd door ciclosporine.